# Ellen van Selm
Elisabeth van Selm (Hengelo, 18 maart 1964) is een Nederlandse bestuurster en politica. Ze was eerst lid van GroenLinks en sloot zich later aan bij D66. Sinds 22 september 2022 is zij burgemeester van Purmerend.

## Levensloop
Van Selm is geboren in Hengelo. Samen met haar ouders verhuisde ze in 1972 naar Lelystad. Voor haar studie rurale sociologie vertrok Van Selm op 18-jarige leeftijd naar Wageningen. Na haar studie verbleef zij samen met haar man in het buitenland. Zij werkte in Pakistan voor het ministerie van Bosbouw en in Rome.
In de jaren negentig was zij directeur van Democratisch Steunpunt in Rotterdam. Deze organisatie had het doel om de democratie dichter bij de burger te brengen. Later is Van Selm is een eigen consultancybedrijf gestart vanwaaruit zij overheden adviseerde op het gebied van buurtvoorlichting.
Van Selm is haar politieke carrière gestart bij GroenLinks. Namens deze partij zat zij van 2002 tot 2006 in de gemeenteraad van Lelystad. Op latere leeftijd is Van Selm lid geworden van D66.

## Burgemeester
Door het ministerie van Binnenlandse Zaken was Van Selm gespot als toekomstig burgemeester, waarna zij diverse burgemeesterstages heeft gelopen als onderdeel van de burgemeestersopleiding. In 2014 werd zij aan het einde van dat jaar officieel geïnstalleerd als burgemeester van Opsterland.
Van Selm was vanaf 2017 voorzitter van de P10, het samenwerkingsverband van de - tegenwoordig dertig - grootste plattelandsgemeenten. Sinds 2019 is zij bestuurslid van het Nederlands Genootschap van Burgemeesters (NGB) met in haar portefeuille Communicatie.
Op 14 juli 2022 heeft de gemeenteraad van Purmerend Van Selm voorgedragen als nieuwe burgemeester. Op 2 september van dat jaar werd bekendgemaakt dat de ministerraad heeft besloten haar voor te dragen voor benoeming bij koninklijk besluit met ingang 22 september 2022. Op 8 september van dat jaar nam wethouder Harry Scholten van Hof van Twente als tijdelijk voorzitter van de P10 het stokje over van Van Selm. Op 22 september van dat jaar werd zij beëdigd en geïnstalleerd als burgemeester van Purmerend.

## Persoonlijk
Van Selm is getrouwd en heeft drie kinderen.